# Skynet 5

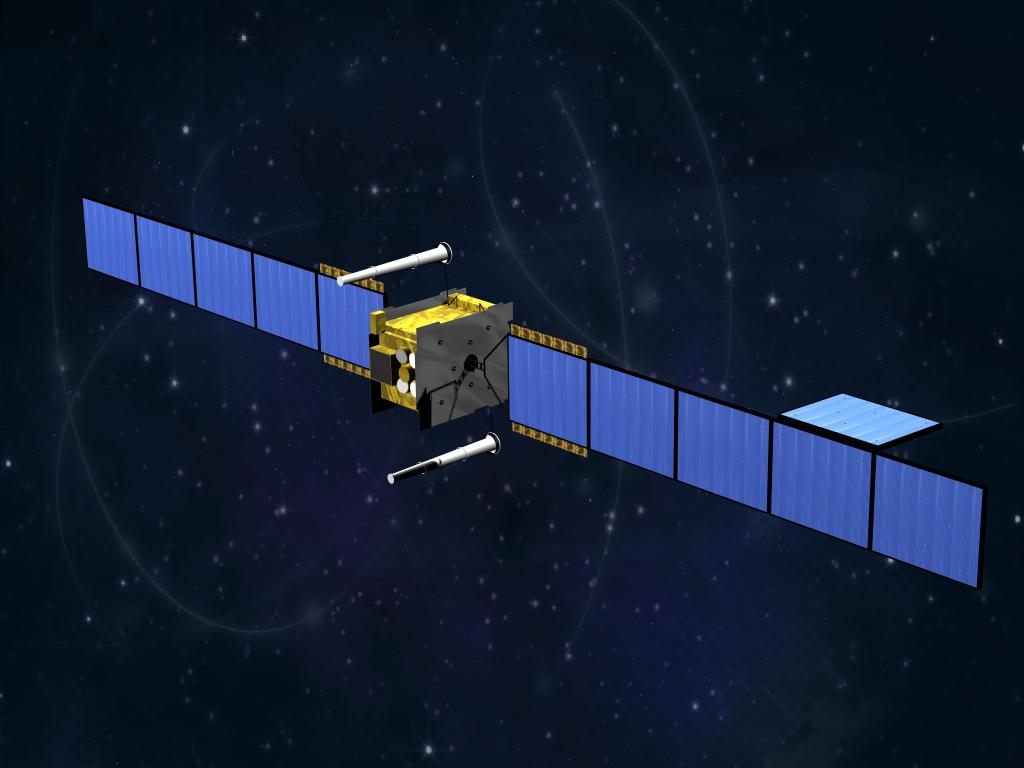
Satellit der Skynet-5-Serie

Skynet 5 ist ein britisches System militärischer Kommunikationssatelliten.
Das System besteht derzeit aus vier Satelliten: Skynet 5A bis Skynet 5D. Die Satelliten wurden von EADS Astrium gebaut und von Arianespace in die Umlaufbahn gebracht. Die Vorläufer des Systems waren Skynet 1 bis 4.
Der im Oktober 2003 zwischen Paradigm Secure Communications und dem britischen Verteidigungsministerium (Ministry of Defence) geschlossene „Skynet-5-PFI-Dienstleistungsvertrag“ in Höhe von £2,5 Milliarden regelt die Erstellung und Betrieb des Systems. Der Vertrag wurde Ende 2005 erweitert, hat jetzt einen Wert von £3,2 Milliarden, und läuft nun bis 2020. EADS Astrium Ltd ist Systemanbieter und Paradigm Services Ltd Lieferant der gesamten Dienste. Beides sind Tochterfirmen von EADS SPACE Services.
Paradigm Secure Communications Ltd betreibt das System und liefert die Satellitenkommunikation als Dienstleistung an das Ministry of Defence. Diese Dienstleistung wird auch anderen Ländern zur Verfügung gestellt werden. Es wurden Verträge mit diversen Ländern und Organisationen, z. B. der NATO, geschlossen.

| Satellit  | Start (UTC)              | Trägerrakete | Startplatz                     | NSSDC ID  | Position   |
| --------- | ------------------------ | ------------ | ------------------------------ | --------- | ---------- |
| Skynet 5A | 11. März 2007, 22:03     | Ariane 5 ECA | Centre Spatial Guyanais, ELA-3 | 2007-007B | 95,2° Ost  |
| Skynet 5B | 14. November 2007, 22:06 | Ariane 5 ECA | Centre Spatial Guyanais, ELA-3 | 2007-056B | 25,1° Ost  |
| Skynet 5C | 12. Juni 2008, 22:05     | Ariane 5 ECA | Centre Spatial Guyanais, ELA-3 | 2008-030A | 17,8° West |
| Skynet 5D | 19. Dezember 2012, 21:49 | Ariane 5 ECA | Centre Spatial Guyanais, ELA-3 | 2012-075A | 52,75° Ost |